# Свято-Бузаківський заказник
Свято-Бузаківський — ландшафтний заказник місцевого значення. Об'єкт розташований на території Камінь-Каширського району Волинської області, ДП СЛАП «Камінь-Каширськагроліс», Полицівське лісництво, квартал 10, 11, Сошичненське лісництво, квартали 1, 2, Бузаківськие лісництво, квартали 25—45, 58—63.
Площа — 2 704,9 га, статус отриманий у 1992 році.
Статус надано з метою охорони та збереження у природному стані сосново-дубового лісу віком близько 80 років. У підліску домінують ліщина звичайна (Corylus avellana), калина звичайна (Viburnum opulus) і крушина ламка (Frangula alnus), у трав'яному покриві – чорниця (Vaccinium myrtillus), лохина (Vaccinium uliginosum), багно звичайне (Ledum palustre). 
Зростають рідкісні види рослин, занесені до Червоної книги України: плодоріжка блощична (Anacamptis coriophora), росичка довголиста (Drosera anglica), шейхцерія болотна (Scheuchzeria palustris).
Трапляються види тварин, що охороняються Червоною книгою України, Європейським червоним списком, Червоним списком МСОП: махаон (Papilio machaon), лелека чорний (Ciconia nigra), журавель сірий (Grus grus), пугач звичайний (Bubo bubo), сорокопуд сірий (Lanius excubitor) та регіонально рідкісні види: коловодник болотяний (Tringa glareola), жовна чорна (Dryocopus martius), орябок (Tetrastes bonasia), тетерук (Lyrurus tetrix).